# Вратите на ада
Вратите на ада (на френски: Portes de l'enfer) представлява незавършена скулптурна творба на Огюст Роден, представляваща масивен портал, който е трябвало да украсява зданието на новия музей на декоративното изкуство в Париж. Роден работи на върху този проект 37 години: от 1880 г. да 1917 г., като така и не го завършва. Отлети са копия от гипсовия оригинал на назавършената творба. Те се пазят в различни градове в света: Цюрих, Станфорд, Филаделфия, Мексико, Токио и Сеул, а гипсови копия в Париж в Музей Орсе и Музей Роден.
Композицията се опира на сюжета на Божествената комедия на Данте Алигиери. Използвани са първоначално идеи от така наречените Врати на Рая, създадени през XV век от италианския скулптор Лоренцо Гиберти, но по-късно решава да я изпълни по начин, при който отделни фигури са изпълнени обемни, а други само като барелефи. Шестметровите „Врати на ада“ съдържат 186 фигури, много от които впоследствие Роден превръща в самостоятелни скулпури от мрамор или бронз, като Мислителят, Целувката, Трите сенки, „Уголино и неговите деца“ и други. Някои от тези творби са много по-известни от „Вратите на ада“.

## История на създаването
През 1880 г. Огюст Роден получава своята първа държавна поръчка - да изработи богато украсени врати на главния вход на предвидения за строеж Музей на декоративното изкуство, който трябва да бъде построен на мястото на изгорелия дворец Орсе. Роден получава аванс и ново ателие. Тъй като не успява да завърши вратата до 1895 г., Роден връща аванса и продължава да работи по вратите до смъртта си през 1917 г. За това време той създава етюди на над 200 фигури, като многократно преработва релефа, като премахва или поставя фигури. Гипсово копие на вратите се намира в Музей Орсе, намиращ се на първоначално предвиденото място за Музея на декоративното изкуство.

## Галерия
- Variations of The Gates of Hell
- Кунстхаус (Цюрих) в Цюрих
- Национален музей на западното изкуство в Парк Уено, Токио
- The Rodin Museum in Филаделфия
- The Iris & B. Gerald Cantor Center for Visual Arts при Станфордски университет